# Parc éolien de Gode

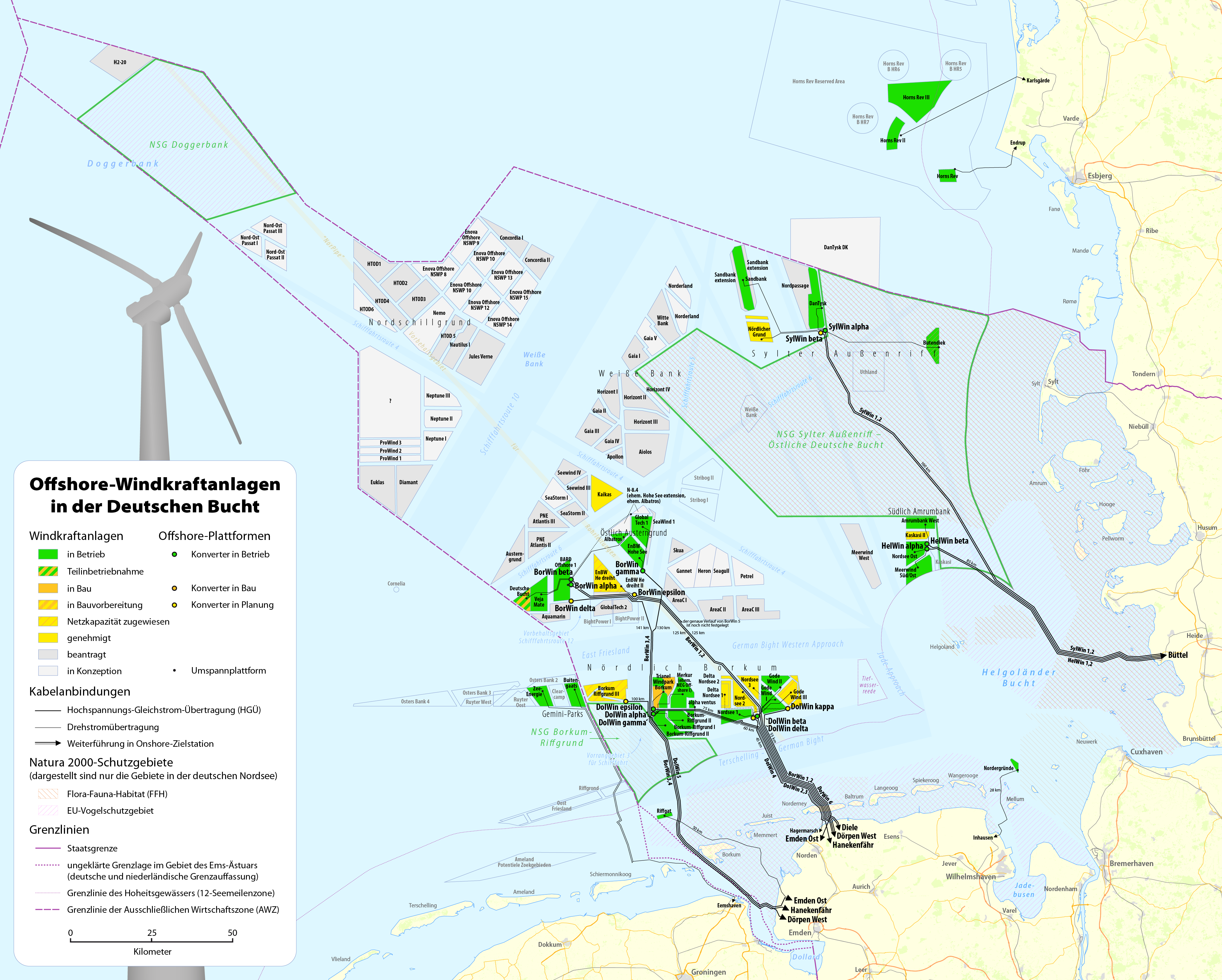
Localisation de Gode parmi les différents parcs éoliens de la baie Allemande.

Les parcs éoliens de Gode 1, 2, 3 et 4 sont des projets de parcs éoliens en mer situés au nord-est de Norderney dans la partie allemande de la mer du Nord. Les projets sont développés par Ørsted (ex-Dong Energy).
À l'origine, les projets étaient portés par PNE Wind AG qui avait reçu l'approbation de l'Agence fédérale allemande pour le transport maritime et l'hydrographie (Bundesamt für Seeschifffahrt und Hydrographie) pour Gode 1 et 2. En août 2012 Dong Energy (devenu plus tard Ørsted) a racheté les projets.

## Planification
La capacité totale des 3 projets est de plus de 900 MW, répartit entre  Gode 1 (332 MW), Gode 2 (252 MW), et Gode 3 (316 MW). Initialement, REpower Systems devait fournir 54 éoliennes de 6 MW pour Gode 1 et Vestas 84 aérogénérateurs de 3 MW pour Gode 2. Dong Energy a relancé un appel d'offres, et finalement signé un contrat pour 154 éoliennes à entrainement direct de 6 MW. Les éoliennes sont fournies par Siemens Wind Power,. Le câble les reliant à la terre a une capacité de 900 MW et est de type HVDC, capable de relié d'autres fermes éoliennes. La connexion est garantie par TenneT. La plateforme Dolwin Beta a été installée en août 2015.

## Gode 1 et 2
Le 18 novembre 2013, DONG annonce sa décision d'investir 2,2 milliards d'euros pour Gode 1 et 2. Les parcs doivent entrer en fonctionnement en 2016. Ils sont éligibles au mécanisme de soutien Stauchungsmodell, et le tarif de rachat de l'électricité est prédéterminé pour les 10 premières années,. Bladt Industries est responsable des fondations, d'un diamètre de 6 mètres. Gode 1 et 2 sont composés au total de 97 éoliennes Siemens SWT-6.0 d'une capacité de 582 MW.

## Gode 3
Le projet Gode 3 comprend huit turbines avec une puissance totale de 111 MW. Il a été sélectionné lors de l'appel d'offres d'avril 2017 au prix de 60 €/MWh.

## Gode 4
Le projet Gode 4 a été sélectionné lors de l'appel d'offres d'avril 2018 avec une puissance de 131,75 MW à un prix de 98,30 €/MWh.